# Adolf Pirsch
Adolf Raimund Julius Pirsch (* 4. Juli 1858 in Gradac, Weißkrain, Kaisertum Österreich; † 28. April 1929 in Graz) war ein österreichischer Maler.

## Leben

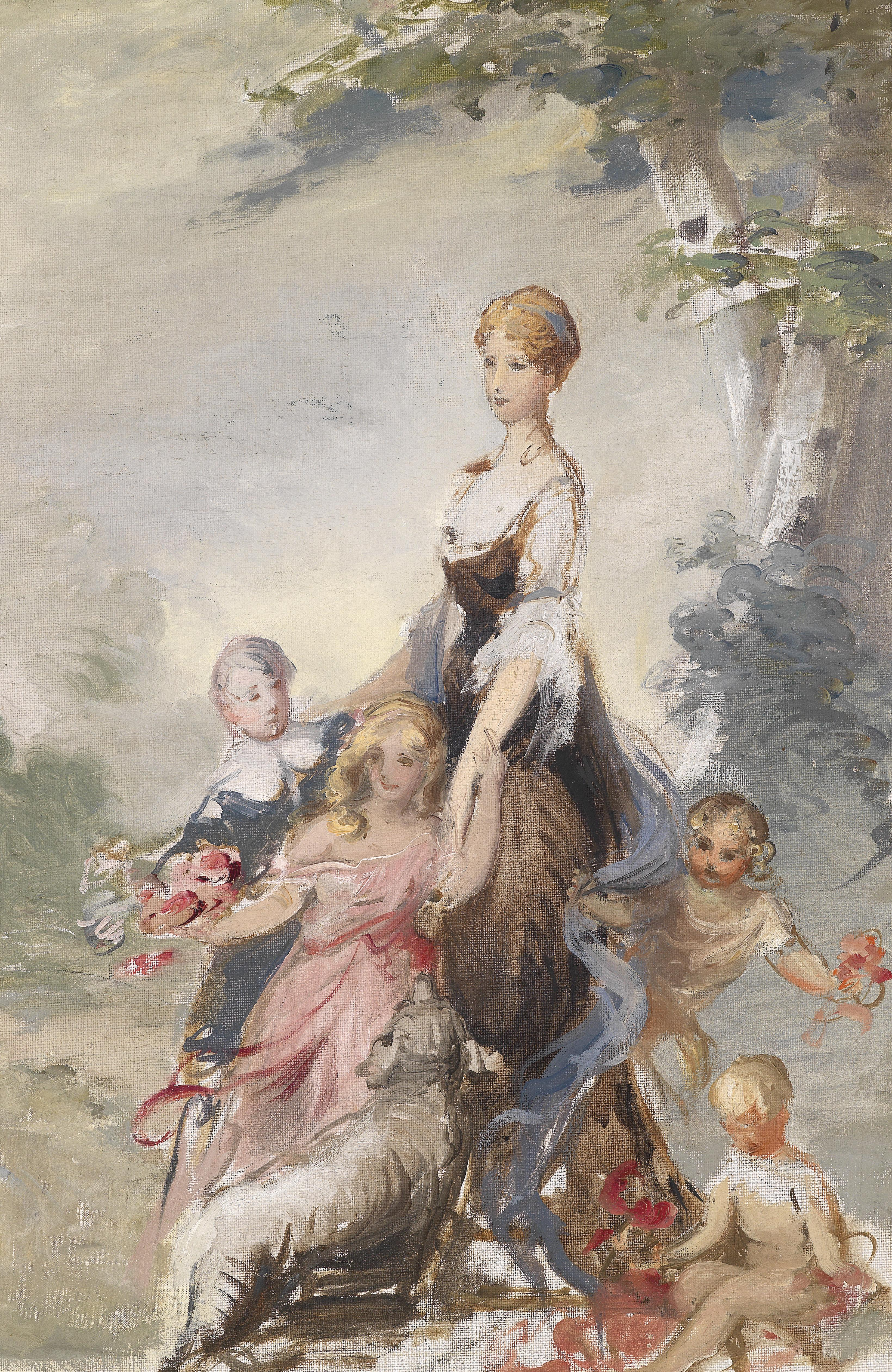
Mutter mit ihren Kindern in einer Landschaft: Ein Ölgemälde von Adolf Pirsch, Datum unbekannt

Pirsch' Familie kam durch den Aufbau des dortigen Ritter von Friedauschen Eisenwerkes nach Gradac.
Mit 16 Jahren kam er nach Graz und besuchte hier die Landschaftliche Zeichenakademie. Danach führte ihn sein künstlerischer Weg nach Wien, Venedig, Dresden, London, Tschechien, Belgien und über die Niederlande kurz vor seinem Tod wieder zurück nach Graz. Er widmete sich ganz dem Porträt und erreichte darin eine beachtliche Qualität. Unter anderen porträtierte er Papst Leo XIII., Kaiser Franz Joseph I. und zahlreiche andere Mitglieder der damaligen europäischen adeligen Gesellschaft.
In Grazer hängt ein Seitenaltarbild des Hl. Johannes von Gott aus dem Jahre 1887 in der Barmherzigenkirche.
Nach seinem Tod geriet Adolf Pirsch in Vergessenheit, auch in Slowenien, wo sein Tod erst fünf Jahre später in einem längeren Artikel über seinen Lebensweg bekannt gegeben wurde.